# Lesley-Anne Down
Lesley-Anne Down (Londra, 17 marzo 1954) è un'attrice britannica.
Star cinematografica e televisiva, è 
apparsa in film come La Pantera Rosa sfida l'ispettore Clouseau (1976), 1855 - La prima grande rapina al treno (1978), Una strada, un amore (1979), Nomads (1986), Il giustiziere della notte 5 (1994) e altri celebri titoli che le hanno permesso di recitare con i più grandi di Hollywood.
Negli anni '80 la sua fama è aumentata grazie al ruolo di Madeleine LaMotte, interpretato nella miniserie TV Nord e Sud (1985) e ripreso nei successivi due sequel (1986 e 1994), al fianco di Patrick Swayze.
Numerose le soap opera da lei interpretate, da Dallas (1990) fino a Beautiful (2003-2012). Grazie al ruolo di Jackie Marone in Beautiful, la Down è riuscita a riaffermarsi e a farsi conoscere anche da un pubblico più giovane.

## Biografia
Cresciuta a Londra, con l'aiuto del padre ha intrapreso la carriera di modella all'età di dieci anni interpretando spot commerciali e vincendo diversi concorsi di bellezza. All'età di quindici anni Lesley ha già girato quattro film ed è stata eletta "Britain's most beautiful teenager".
Lesley-Anne ha incontrato suo marito Don E. FauntLeRoy, mentre giravano Nord e Sud: i due vivono a Malibù, in California, con il loro figlio George-Edward. Lei ha anche due figlie ed un figlio avuti dal precedente matrimonio con William Friedkin, regista del film L'esorcista.

## Carriera

### Gli esordi
Il suo debutto cinematografico risale al 1969 e, dopo alcuni film passati inosservati, nel 1971 interpreta il suo primo ruolo importante in La morte va a braccetto con le vergini. Seguiranno titoli come La papessa Giovanna (1972) con Franco Nero, l'apprezzato horror La bottega che vendeva la morte (1974) e il poliziesco Ispettore Brannigan, la morte segue la tua ombra (1975), accanto a John Wayne, film grazie al quale acquista una certa popolarità.
Alternando al cinema i ruoli televisivi, dal 1973 al 1975 fa parte del cast fisso della serie Su e giù per le scale, nella parte di Georgina Worsley.

### il successo
Nel 1976 arriva la consacrazione cinematografica, quando viene scelta da Blake Edwards per interpretare il ruolo di Olga Bariosova (una spia russa) nel film La Pantera Rosa sfida l'ispettore Clouseau (1976) con Peter Sellers. Grazie a questo ruolo arrivano premi e ulteriori ruoli da protagonista in diversi film, accanto alle più grandi star del cinema hollywoodiano, come il musical Gigi (1977) con Elizabeth Taylor, The Betsy (1978) con Tommy Lee Jones, e 1855 - La prima grande rapina al treno (1978), film che riscuote molto successo, accanto a Sean Connery e Donald Sutherland. L'anno seguente interpreta Una strada, un amore con Harrison Ford, un misto tra dramma, amore e guerra che negli anni è diventato un cult nel suo genere.
Il nuovo decennio si apre con Taglio di diamanti (1980) con Burt Reynolds e David Niven, a cui seguono titoli come Sfinge (1981), avventura ambientata in Egitto, È troppo facile (1982), basato sul romanzo di Agatha Christie, per il quale l'attrice percepisce un cachet di mezzo milione di dollari, Il gobbo di Notre Dame (1982), nella parte della bella Esmeralda a fianco di Anthony Hopkins che interpreta Quasimodo, ma soprattutto l'intrigante Nomads (1986), horror apprezzato sia dalla critica che dal pubblico, accanto a Pierce Brosnan per la regia di John McTiernan. Il film nonostante non abbia sbancato al box office, negli anni successivi verrà considerato un vero cult del genere. Il decennio si chiude con il thriller Passi nella notte (1989).

### Il successo televisivo conNord e Sud
Negli anni '80 si dedica alla televisione e interpreta importanti miniserie TV, come Gli ultimi giorni di Pompei (1984), ancora una volta accanto a Franco Nero, ma soprattutto Nord e Sud (1985) nella parte di Madeline LaMotte. La serie, che vanta nel cast anche Patrick Swayze, Kirstie Alley, David Carradine, Robert Mitchum, Elizabeth Taylor e altri ancora, si rivela un successo internazionale e la Down acquista ancora maggiore fama, oltre alla candidatura ai Golden Globe quale miglior attrice non protagonista. In Italia la serie (trasmessa da Canale 5) è premiata con un Telegatto. La coppia Swayze-Down, particolarmente apprezzata dal pubblico, è ospite in numerosi show e appare sulle copertine delle più importanti riviste. L'anno seguente viene annunciato un sequel conclusivo, Nord e Sud II, che replica il successo della prima serie, sempre con la Down e Swayze e molti attori di fama mondiale come guest star.
Nel 1994 viene girato un terzo sequel dal titolo Heaven & Hell: North & South, Book III che però non riscuote successo.

### Gli anni '90
Tra il 1990 e il 1991 interpreta Stephanie Rogers nella soap opera Dallas accanto a Larry Hagman e Patrick Duffy. Fa molto discutere il cachet dell'attrice, forse chiamata per risollevare gli ascolti in declino, pari a 250.000 dollari per sei episodi.
Continua anche a interpretare ruoli al cinema, tra cui l'ultimo capitolo de Il giustiziere della notte 5 (1994), con Charles Bronson e The Secret Agent Club (1996) con Hulk Hogan. Si ritroverà sul set con Bronson in Sospetti in famiglia (1995).
Dal 1997 al 1999 interpreta Olivia Richards nella soap Sunset Beach ricevendo ottime recensioni e l'apprezzamento del pubblico, ma dopo sole tre stagioni lo show viene bruscamente interrotto. Interpreta inoltre ruoli da guest star in numerose serie come La tata (1994) e Un detective in corsia (1996).

### Beautifule il ritorno al cinema
Dal 2003 al 2012 è nel cast fisso della soap opera Beautiful, dove interpreta la parte di Jacqueline Marone, detta Jackie, uno tra i personaggi più amati nella serie,  mamma di Dominick Marone (Jack Wagner). In passato è stata sposata con Massimo Marone (Joseph Mascolo) e negli anni a seguire ha avuto molte relazioni con molti uomini tra cui Deacon Sharpe (Sean Kanan), Eric Forrester (John McCook), Stephen Logan (Patrick Duffy) e Owen Knight (Brandon Beemer), che diventa suo (ultimo) marito. 
Jackie è proprietaria di moda della 'Jackie M Boutique', negli ultimi anni la sua sede diventa quella della vecchia Spectra Fashion di Sally Spectra e Jackie torna al successo, anche se spesso dovuto a furti di modelli della Forrester Creations. Negli anni, una delle sue più grandi rivali, Stephanie Forrester (Susan Flannery), con cui si è più 
volte scontrata, diventa sua alleata e amica. 
Nonostante il favore del pubblico, nel 2012 il suo personaggio esce di scena.
Contemporaneamente a Beautiful, tra il 2005 e il 2006 appare in un cameo in due film diretti dal marito - Don E. FauntLeRoy - e interpretati da Steven Seagal, Today You Die (2005) e Mercenary (2006).
Conclusa la sua esperienza con la soap, l'attrice torna al cinema con ruoli di primo piano, viene infatti scelta dal regista Victor Salva per Rosewood Lane (2011), con Rose McGowan e per l'horror Dark House (2014). Entrambi i film in Italia usciranno direttamente in DVD. 
Nel 2015 appare in tre film, tra cui Absolution - Le regole della vendetta, che segna il ritorno ai film d'azione di Steven Seagal.

## Filmografia

### Cinema
- The Smashing Bird I Used to Know, regia di Robert Hartford-Davis (1969)
- Sin un adiós, regia di Vicente Escrivá (1970)
- All the Right Noises, regia di Gerry O'Hara (1971)
- La morte va a braccetto con le vergini (Countess Dracula), regia di Peter Sasdy (1971)
- Terrore al London College (Assault), regia di Sidney Hayers (1971)
- La papessa Giovanna (Pope Joan), regia di Michael Anderson (1972)
- Un magnifico ceffo da galera (Scalawag), regia di Kirk Douglas (1973)
- La bottega che vendeva la morte (From Beyond the Grave), regia di Kevin Connor (1973)
- Ispettore Brannigan, la morte segue la tua ombra (Brannigan), regia di Douglas Hickox (1975)
- La Pantera Rosa sfida l'ispettore Clouseau (The Pink Panter Strikes Again), regia di Blake Edwards (1976)
- Gigi (A Little Night Music), regia di Harold Prince (1977)
- Betsy (The Betsy), regia di Daniel Petrie (1978)
- 1855 - La prima grande rapina al treno (The First Great Train Robbery), regia di Michael Crichton (1978)
- Una strada, un amore (Hanover Street), regia di Peter Hyams (1979)
- Taglio di diamanti (Rought Cut), regia di Don Siegel (1980)
- Sfinge (Sphinx), regia di Franklin J. Schaffner (1981)
- A contratiempo, regia di Óscar Ladoire (1982)
- Nomads, regia di John McTiernan (1986)
- Scenes from the Goldmine, regia di Marc Rocco (1987)
- 1775, regia di David Trainer (1992) - corto
- Out of Control, regia di Ovidio G. Assonitis e Robert Barrett (1992)
- Night Trap - Nel cuore del maligno (Night Trap), regia di David A. Prior (1993)
- Il giustiziere della notte 5 (Death Wish V: The Face of Death), regia di Allan A. Goldstein (1994)
- Muniche Strikes Back, regia di Jim Wynorski (1994)
- In the Heat of Passion II: Unfaithful, regia di Catherine Cyran (1994)
- Secret Agent Club, regia di John Murlowski (1996)
- Piacere Wally Sparks (Meet Wally Sparks), regia di Peter Baldwin (1997)
- The King’s Guard, regia di Jonathan Tydor (2000)
- The Meeksville Ghost, regia di David Lister (2001)
- 13th Child, regia di Thomas Ashley (2002)
- Today You Die, regia di Don E. FauntLeRoy (2005)
- Sette giorni di grazia (Seven Days of Grace), regia di Don E. FauntLeRoy (2006)
- Mercenary (Mercenary for Justice), regia di Don E. FauntLeRoy (2006)
- Rosewood Lane, regia di Victor Salva (2011)
- My Dog's Christmas Miracle, regia di Michael Feifer (2011)
- Kill Me, Deadly, regia di Darrett Sanders (2013)
- Dark House, regia di Victor Salva (2014)
- The List, regia di Harris Goldberg (2014)
- Of God and Kings, regia di Joe Estevez (2015)
- Absolution - Le regole della vendetta, regia di Keoni Waxman (2015)
- Gates of Darkness, regia di Don E. FauntLeRoy (2017)
- Reagan - Un presidente sotto i riflettori (Reagan), regia di Sean McNamara (2024)

### Televisione
- Six Dates with Barker - serie TV, 1 episodio (1971)
- Out of the Unknown - serie TV, 1 episodio (1971)
- Investigatore offresi (Public Eye) - serie TV, 1 episodio (1971)
- Su e giù per le scale (Upstairs, Downstairs) - serie TV, 22 episodi (1973-1975)
- Bedtime Stories - serie TV, 1 episodio (1974)
- L'ispettore Regan (The Sweeney) - serie TV, 1 episodio (1975)
- When the Boat Comes In - serie TV, 1 episodio (1976)
- BBC Play of the Month - serie TV, 1 episodio (1977)
- Supernatural, regia di Alan Cooke - miniserie TV (1977)
- The One and Only Phyllis Dixey, regia di Michael Tuchner - film TV (1978)
- BBC2 Playhouse - serie TV, 1 episodio (1981)
- È troppo facile (Murder Is Easy), regia di Claude Whatham - film TV (1982)
- Il gobbo di Notre Dame (The Hunchback of Notre Dame), regia di Michael Tuchner - film TV (1982)
- Gli ultimi giorni di Pompei (The Last Days of Pompeii), regia di Peter R. Hunt - miniserie TV (1984)
- Arco di trionfo (Arch of Triumph), regia di Waris Hussein - film TV (1984)
- Nord e Sud (North & South), regia di Richard T. Heffron - miniserie TV (1985)
- Nord e Sud II (North & South: Book II), regia di Kevin Connor - miniserie TV (1986)
- Indiscreto (Indiscreet), regia di Richard Michaels - film TV (1988)
- Omicidio in abito da sera - Lady Killer (LadyKillers), regia di Robert Michael Lewis - film TV (1988)
- CBS Summer Playhouse - serie TV, 1 episodio (1989)
- Passi nella notte (Night Walk), regia di Jerrold Freedman - film TV (1989)
- CBS Schoolbreak Special - serie TV, 1 episodio (1989)
- Dallas - serie TV, 11 episodi (1990)
- La tata (The Nanny) - serie TV, 1 episodio (1994)
- Heaven & Hell: North & South, Book III, regia di Larry Peerce - miniserie TV (1994)
- Sospetti in famiglia (Family of Cops), regia di Ted Kotcheff - film TV (1995)
- Beastmaster - L’occhio di Braxus (Beastmaster - The Eye of Braxus), regia di Gabrielle Beaumont - film TV (1996)
- Un detective in corsia (Diagnosis Murder) - serie TV, 1 episodio (1996)
- Sunset Beach - serie TV, 370 episodi (1997-1999)
- I giorni della nostra vita (Days of Our Lives) - serie TV, 5 episodi (1997-2001)
- Cercasi mamme single per papà single (Young Hearts Unlimited), regia di Don E. FauntLeRoy - film TV (1998)
- Una moglie perfetta (The Perfect Wife), regia di Don E. FauntLeRoy - film TV (2001)
- Sarai solo mia (You Belong to Me), regia di Paolo Barzman - film TV (2002)
- Beautiful (The Bold and The Beautiful) - serie TV, 834 episodi (2003-2012)
- Lo stalker della finestra di fronte (I Am Watching You), regia di Maureen Bharoocha (2016)
- Un Natale da Cenerentola (A Cinderella Christmas), regia di Tosca Musk (2016)

## Riconoscimenti
- Golden Globe
  - 1986: nomination – Miglior attrice non protagonista in una miniserie o film per la Televisione (Nord e Sud)
- Evening Standard British Film Awards
  - 1978: vinto – Miglior attrice esordiente (La Pantera Rosa sfida l'ispettore Clouseau)
- Soap Opera Digest Awards
  - 2005: nomination – Miglior rientro in scena (Beautiful)
- Soap Opera Uptade Awards
  - 1997: vinto – Miglior attrice (Sunset Beach)
- Rose d'Or Awards
  - 2005: vinto – Miglior attrice (Beautiful)
- TV Golden Boomerang
  - 2006: nomination – Miglior attrice non protagonista (Beautiful)

## Doppiatrici italiane
Nelle versioni in italiano dei suoi film, Lesley-Anne Down è stata doppiata da:
- Melina Martello in La morte va a braccetto con le vergini, Beautiful
- Rossella Izzo in Nord e Sud, Nord e Sud 2
- Rita Savagnone in La Pantera Rosa sfida l'ispettore Clouseau
- Vittoria Febbi in 1855: la prima grande rapina al treno
- Livia Giampalmo in Una strada, un amore
- Cristina Grado in Sfinge
- Marina Tagliaferri in Il giustiziere della notte 5
- Ada Maria Serra Zanetti in Il gobbo di Notre Dame
- Laura Boccanera in Gli ultimi giorni di Pompei
- Roberta Greganti in Sospetti in famiglia
- Fabrizia Castagnoli in Un detective in corsia
- Valeria Perilli in Una moglie perfetta
- Anna Radici in Sarai solo mia
- Elda Olivieri in Reagan - Un presidente sotto i riflettori